# ام الشطر (حجر)
'

تعديل مصدري - تعديل

ام الشطر هي إحدى قرى عزلة الصداره بمديرية حجر التابعة لمحافظة حضرموت، بلغ تعداد سكانها 432 نسمة حسب تعداد اليمن لعام 2004.